# Adomi Abra
Adomi Abra est une localité située dans la Région des Plateaux au Togo, environ 23,7 km au sud-est de Kpoté.

## Géographie
Adomi Abra se trouve à une latitude de 7°15' N et une longitude de 0°54' E, avec une altitude de 720 mètres. Le climat de la région est de type tropical, avec des températures moyennes oscillant autour de 25°C tout au long de l'année.

## Histoire
L'histoire d'Adomi Abra remonte à plusieurs siècles. Le village a été fondé au cours du 19e siècle par des populations venant des régions avoisinantes. À travers les années, Adomi Abra a connu plusieurs transformations sociales et économiques, passant d'un petit village agricole à une localité plus développée avec des infrastructures de base.[réf. nécessaire]

## Culture
Adomi Abra est connu pour ses pratiques culturelles uniques, notamment dans les domaines de la musique et de la danse traditionnelle. Les habitants célèbrent plusieurs festivals, dont le festival annuel de la culture locale, qui attire des visiteurs de toute la région.[réf. nécessaire]

## Vie économique
L'économie d'Adomi Abra repose principalement sur l'agriculture, notamment la culture du cacao, du maïs et du manioc. Le marché traditionnel local est un lieu important pour les échanges commerciaux. Les habitants de la localité participent également à des coopératives agricoles, facilitant la vente de leurs produits.[réf. nécessaire]

## Infrastructures
La localité dispose de plusieurs infrastructures essentielles, telles que :
- Des écoles primaires et secondaires
- Un dispensaire pour les soins de santé de base
- La mairie d'Adomi Abra
- Un stade pour les événements sportifs locaux[réf. nécessaire]